# 三上信一
三上 信一（みかみ しんいち）は、日本の漫画編集者。小学館「サンデー企画室」室長。

## 略歴
1980年代、サンデー編集部に在籍していた時代に島本和彦や安永航一郎などの新人作家を担当し、サンデーの名物担当と呼ばれていた。
2001年7月から2004年末まで『週刊少年サンデー』の編集長を務めた。1990年代の編集方針によって埋もれていた新人を主に連載させる一方で高橋しんを呼び寄せるなどした。一方「ハヤテのごとく!」・「結界師」といった新人による人気連載を立ち上げている。
2005年から休刊まで『週刊ヤングサンデー』の編集長を務め、その後同誌の受け皿となったビッグコミックスピリッツ増刊『YSスペシャル』においても最後まで編集長を務めた。
『週刊ヤングサンデー』休刊と同時に、旧編集部が母体となって発足した「サンデー企画室」の室長に引き続き就任し、前述の『YSスペシャル』や、週刊少年サンデー特別増刊『少年サンデー1983』といった雑誌の編集などを行っている。
週刊少年サンデー2009年29号にて、週刊少年サンデーの思い出をマンガで語る特別企画「MY SWEET SUNDAY」にて、島本和彦が登場し、島本のデビュー当時の担当編集であった三上信一について語っている。

## 本人をモチーフにしたキャラクター
上記の理由もあり、島本和彦の作品に登場することが多い。
炎の転校生
ボクシング部部長として登場。
吼えろペン
「三神」という名前で『週刊少年リベンジ』の編集長として登場。
紅たん碧たん
主人公の担任教師として登場。
アオイホノオ
『週刊少年サンデー』の若手編集者。主人公焔モユルを見出す。ドラマ版では葉山奨之が演じた。